# Cedevita
Cedevita je poduzeće koje objedinjuje razvoj, proizvodnju, marketing i prodaje instant napitaka, čajeva i konditorskih proizvoda namijenjenih zdravoj prehrani. Dugo godina Cedevita d.o.o. svoj je asortiman proizvoda razvijala unutar sustava Plive, a u srpnju 2001. godine postaje dijelom Atlantic Grupe.

## Povijest
Proizvodnja proizvoda koji se danas nalaze u asortimanu Cedevite d.o.o. odvija se više od 40 godina kao spoj tradicije proizvodnje dijetetskih proizvoda i visokih kriterija kakvoće farmaceutske industrije. Prvi Cedevita instant napitak napravljen je 1969. godine, ali je 1970. godine lansiran na tržište. Izumio ga je magistar farmacije Martin Stanković. Bila je to Cedevita od naranče. Tadašnja Cedevita dolazila je u staklenim bočicama koje su, uz mjericu za doziranje, bile pakirane u kartonske kutijice. Proizvod je na prvi pogled više podsjećao na lijek, a i prodavao se samo u ljekarnama. No Cedevita je od samog početka odlično prihvaćena pa je ubrzo postala dostupna i izvan ljekarni kao proizvod široke potrošnje. 1985. godine je lansirana Cedevita od limuna, a 1990. godine od grejpa. Tijekom godina Cedevita je uz nove okuse počela i prodaju i u HoReCa kanalu, a 2010. je uz inovaciju posebnog čepa koji čuva vitaminski prah i svježinu vitamina krenula i u ON THE GO sektor.

## Instant napitci
Kad se spomene riječ cedevita, obično se misli na Cedevitine instant napitke. Ima 6 vrsta Cedevita napitaka, plus Cedevita light bez šećera:
- Cedevita naranča (najpoznatija i najčešća na reklamama)
- Cedevita limun (uz naranču najpoznatiji okus)
- Cedevita ananas & mango
- Cedevita bazga & limun
- Cedevita limeta
- Cedevita crvena naranča
- Cedevita grejp

## Tržišna pozicija
Konzumacija Cedevite bila je dugo vremena isključivo vezana uz kućanstvo, no ulaskom u HoReCa kanal (hoteli, restorani i kafići) danas se u većini kafića u Hrvatskoj i regiji može uživati u okusima Cedevite. Za ljude u pokretu, osmišljena je Cedevita Push! u inovativnom pakiranju koja pomoću svog posebnog čepa omogućuje pripravljanje Cedevite uvijek i svugdje. Cedevita d.o.o ima lidersku poziciju (preko 50 % tržišta) u segmentu instant vitaminskih napitaka na hrvatskom tržištu te u BiH, Sloveniji, Srbiji, Crnoj Gori, Kosovu, Sjevernoj Makedoniji, Albaniji, Rumunjskoj i Austriji.

## Vanjske poveznice
- Službene stranice  Arhivirana inačica izvorne stranice od 31. listopada 2010. (Wayback Machine)
- Cedevita d. o. o. Hrvatska tehnička enciklopedija, portal hrvatske tehničke baštine. LZMK